# Macrochoriolaus elegans
Macrochoriolaus elegans là một loài bọ cánh cứng trong họ Cerambycidae.